# Sojuz-T
Sojuz 7K-ST (ros. Союз 7К-СТ) lub krócej Sojuz-T (Союз-Т) – pojazd kosmiczny programu Sojuz, przeznaczony specjalnie dla stacji kosmicznej Salut 7, jednak odbył również loty na stacje Salut 6 i Mir. Był również pierwszą generacją pojazdów Sojuz umożliwiającą lot 3-osobowej załogi od czasu lotu Sojuza 11 w czerwcu 1971.
Nowy statek różnił się od dotychczasowych Sojuzów ważnymi szczegółami wyposażenia. Składał się z trzech części: sekcji orbitalnej, kapsuły lądującej i przedziału sprzętowego z bateriami słonecznymi. Należały do nich płyty z bateriami ogniw słonecznych, układy łączności radiowej oraz układy sterowania usytuowaniem. Ogniwa słoneczne umożliwiały skuteczne zasilanie w energię elektryczną przez dłuższy czas, a nie wyłącznie z akumulatorów o ograniczonej pojemności. Pozwoliło to na wykorzystanie Sojuzów T do realizacji dłużej trwających misji. Nowe układy radiowe umożliwiły kosmonautom lepszą łączność z ośrodkami naziemnymi. Wyposażenie jak w statkach Sojuz, z dodatkowym komputerem i zmienionym systemem napędowym z jednolitym paliwem dla wszystkich silników.  Sojuzy wyposażono jeszcze w jedno udoskonalenie uruchamiane podczas powrotu na Ziemię. Kilkaset metrów nad Ziemią odstrzelane były zewnętrzne okienka iluminatorów, które ulegają zmętnieniu w czasie wtargnięcia w atmosferę. Dzięki temu załoga mogła obserwować miejsce lądowania, co miało duże znaczenie, również psychologiczne. Długość statku - 6,98 m, maksymalna średnica korpusu 2,72 m, rozpiętość baterii słonecznych - 10,60 m. Masa orbitalna 6850 kg, masa lądownika 3000 kg.

## Misje
Testy bezzałogowe:
- Kosmos 1001
- Kosmos 1074
- Sojuz T-1 (test bezzałogowy, wystrzelony w 1979)

Loty załogowe:
- Sojuz T-2
- Sojuz T-3
- Sojuz T-4
- Sojuz T-5
- Sojuz T-6
- Sojuz T-7
- Sojuz T-8
- Sojuz T-9
- Sojuz T-10-1 (katastrofa rakiety, załoga przeżyła)
- Sojuz T-10
- Sojuz T-11
- Sojuz T-12
- Sojuz T-13
- Sojuz T-14
- Sojuz T-15 (lot na stacje Salut 7 i Mir)